# Vlagyimir Petrovics Voronkov
Vlagyimir Petrovics Voronkov, oroszul: Владимир Петрович Воронков (Tugajevo, 1944. március 20. – Ogyincovo, 2018. szeptember 25.) olimpiai aranyérmes szovjet–orosz sífutó.

## Pályafutása
Részt vett az 1968-as grenoble-i olimpián. 1970-ben aranyérmes lett 4 × 10 km-es váltóban a Magas Tátrában megrendezett világbajnokságon. Az 1972-es szapporói téli olimpián aranyérmet nyert 4 × 10 km-es váltóban.

## Sikerei, díjai
- Olimpiai játékok
  - aranyérmes: 1972, Szapporo - 4 x 10 km-es váltó
- Világbajnokság
  - aranyérmes: 1970, Magas Tátra 4 x 10 km-es váltó